# In saecula saeculorum
In saecula saeculorum는 라틴어로 영원함을 뜻한다. 이 문구는 불가타 성경의 속의 신약성경에 나왔으며 원래 코이네 그리스어 문구 εἰς τοὺς αἰῶνας τῶν αἰώνων의 번역문이다. 이것은 영어로 'for ever and ever'라고 흔하게 번역하지만 흠정역 성경에는 특히 에페소서 3:21가 'world without end'라고 번역한다. 이 두 가지의 영어 번역의 예는 직역이 아니다. 영원한 기간이라고 뜻하지 않고 다만 코이네 그리스어 단어 aiōn을 라틴어 saeculum을 번역한 것이다. 고대 로마 시대에 saeculum는 인간이 가장 오랫동안 살 수 잇는 수명, 즉 한 세기 정도이다. aiōn의 본래 뜻은 saeculum과 비교되며 호메로스와 헤시오도스의 시에도 사용되었다. 그래서 '세기의 세기' 즉 동양의 만세(萬歲)라고 유추할 수 있다.
이 문구는 요한 묵시록에 12번 나왔고 사도 서간에도 7번 나왔지만 복음서에 나오지 않았다: 갈라디아서 1:5, 에페소서 3:21, 필리피서 4:20, 티모테오1서 1:17, 티모테오2서 4:18, 히브리서 13:21, 베드로1서 4:11, 요한 묵시록 1:18, 4:9, 10, 5:13, 7:12, 10:6, 11:15, 14:11, 15:7, 19:3, 20:10, 22:5.
그레고리안 성가에서는 뒤의 부분을 줄여 euouæ로 간단하게 표기하기도 하며, 영광송과 Tantum Ergo, Veni Creator Spiritus 등의 송가에서도 사용된다.

## 참고
- 스트롱의 용어 색인(s.v. αἰών)

## 같이 보기
- 기독교의 종말 신학